# Apsana Begum
Apsana Begum (en bengali : আফসানা বেগম ; née le 25 mai 1990) est une femme politique britannique qui est députée pour Poplar et Limehouse depuis 2019,. Membre du Parti travailliste, elle succède à Jim Fitzpatrick, qui était député de la circonscription depuis 1997.

## Jeunesse et carrière
Begum est née à Shadwell, Tower Hamlets de parents musulmans bengalis Manir Uddin Ahmed et Syeda Nazma Begom, originaires du village Ludorpur de Jagannathpur, dans le district de Sunamganj, au Bangladesh. Ahmed, décédé en 2012, est également un homme politique du Parti travailliste (représentant le quartier de Shadwell), le directeur du conseil du logement communautaire de Tower Hamlets (2002-2006) et le maire de Tower Hamlets en 2004,. Begum termine ses études à l'Université Queen Mary de Londres, où elle obtient un BA (Hons) en politique en 2011,.
De 2011 à 2013, alors qu'elle est au début de la vingtaine, Begum travaille pour le conseil de Tower Hamlets, après avoir été recrutée par une agence, lorsque l'ancien maire de Tower Hamlets, Lutfur Rahman, est en fonction,. Begum est agente de projet sur la diversité de la main-d'œuvre pour Tower Hamlets Homes de 2014 à 2015, et agente d'égalité et de diversité pour l'Université Queen Mary de Londres de 2016 à 2018.
En 2017, elle devient la première femme bangladaise britannique élue secrétaire du parti travailliste de Tower Hamlets. Elle s'implique activement dans des campagnes locales pour protéger les services publics. 

## Carrière parlementaire
Elle est sélectionnée pour briguer le siège sûr travailliste de Poplar and Limehouse aux élections générales de 2019. Elle est soutenue par le groupe de gauche Momentum et désignée parmi une liste restreinte de femmes qui comprend la conseillère de Tower Hamlets Amina Ali et la militante du Progrès Heather Peto. Begum est soutenue par la ministre de l'Intérieur fantôme de l'époque Diane Abbott.
Begum est élue députée de Poplar et Limehouse battant le conservateur Sheun Oke par 28 904 voix. C'est plus que la majorité des 27 712 voix de son prédécesseur Jim Fitzpatrick aux élections générales de 2017, et représente une majorité accrue pour le parti travailliste, bien qu'avec une part de voix légèrement réduite. Begum est membre du groupe de campagne socialiste de gauche des députés. Elle est la première femme députée musulmane du Royaume-Uni à porter le Hidjab,,.
Lors de son élection, Begum parle à Eastern Eye de ce qu'elle décrit comme une série d'attaques racistes, islamophobes et misogynes qu'elle a dû endurer, et des nombreux obstacles auxquels sont confrontées les femmes BAME lorsqu'elles s'impliquent dans la vie publique. Lors d'une interview avec Dazed, elle déclare "Cela a été assez horrible".
Begum prononce son premier discours au Parlement lors d'un débat sur la Journée internationale des femmes, rendant hommage à ce qu'elle décrit comme "la riche histoire des luttes des femmes pour la justice sociale" dans l'est de Londres,,.
Begum explique en novembre 2020 que le parti « avait nié » le problème de l'islamophobie. Elle déclare à ITV News : "Il est assez régulier qu'on lui pose des questions et qu'on lui demande constamment de réaffirmer mon engagement envers la société britannique comme si d'une certaine manière mon identité et ma politique n'étaient pas compatibles.". Toujours en novembre 2020, Begum obtient le soutien de tous les partis pour une motion au Parlement mettant en évidence une recrudescence des attaques racistes et de l'islamophobie en Grande-Bretagne et à l'étranger, et écrit sur ses expériences « en tant que personne qui a une expérience directe de la montée de l'islamophobie au cours des dernières décennies" disant que "je sais que chaque jour, des personnes d'origine musulmane comme moi sont confrontées à la discrimination et aux préjugés" . En 2021, Begum écrit à l'ambassadeur britannique en France pour lui demander de condamner publiquement les propositions visant à interdire le hijab aux moins de 18 ans,.

## Vie privée
En 2014, Begum emménage dans la résidence de son mari et ils se séparent un an plus tard,. Son ancien mari est conseiller municipal à Tower Hamlets. Elle n'a pas d'enfants.